# Voordepot
Het voordepot is een term gedefinieerd in de Wet giraal effectenverkeer (WGE). Het is een term uit de wereld van de effectenhandel. Het voordepot slaat op de aandelen die door een bank zelf in eigen beheer bewaard worden.
De effecten worden heden ten dage niet meer door de houder zelf bewaard, maar ondergebracht bij een bewarende partij, een bank. De handel in de aandelen gebeurt ook niet meer via het fysieke transporteren van stukken, maar via girale overschrijvingen. Dit proces staat in de WGE gedefinieerd.
In de WGE staan drie typen van depots gedefinieerd. Het verzameldepot is het depot waarin alle stukken zitten die in het girale effectenverkeer verhandeld / geadministreerd worden.

Het verzameldepot bestaat weer uit twee verschillende depots: het voordepot en het girodepot.
Het voordepot is het deel van het verzameldepot dat ondergebracht is bij de individuele aangesloten instellingen. De aangesloten instelling houdt de stukken “onder zich”, bewaart ze zelf om verschillende redenen.